# ПСГ Околі
ПСГ Околі — підземне сховище природного газу в Хорватії. Станом на середину 2010-х єдиний об'єкт такого роду в країні.
Починаючи з 1950-х років у східній частині Хорватії поступово утворилась розгалужена мережа дрібних трубопроводів, котра живила цілий ряд промислових центрів. До 1978 року єдиним джерелом надходження ресурсу в систему була розробка родовищ міжріччя Драви і Сави, одним з головних серед яких було введене в експлуатацію у 1963-му Околі  (кілька кілометрів на північний схід від Сисаку). Можливо відмітити, що саме запуск останнього призвів до суттєвої зміни в усій хорватській газотранспортній системі, коли робочий тиск підняли з 2,5 до 5 МПа.
Втім, вже за півтора десятки років на тлі зростання споживання та виснаження власних запасів до Хорватії (тоді входила у склад Югославії) почався імпорт блакитного палива радянського походження (трубопровід Рогатець – Загреб). А невдовзі, у середині 1980-х, для покриття підвищеного попиту в зимовий період вирішили створити підземне сховище газу, під яке використали розроблене на той час Околі.
Відкрите в 1987-му, ПСГ використовує резервуар у пісковиках формації Kloštar Ivanić (понтійський ярус міоцену). Об'єм цього сховища становить 0,553 млрд м3, а максимальний рівень добового закачування та відбору знаходиться в діапазоні між 3,8 та 4,3 млн м3 на добу.
Експлуатацію ПСГ здійснює компанія Podzemno skladište plina, дочірня структура оператора національної газотранспортної мережі Plinacro.